# Xu Jiaqi
Xu Jiaqi (chino simplificado: 许佳琪, chino tradicional= 許佳琪, pinyin= Xǔ Jiāqí, Hangul= 쉬쟈치) conocida artísticamente como Kiki Xu, es una rapera, cantante, actriz, modelo y bailarina china.

## Biografía
Estudió en la Universidad Normal de Shanghái (Shanghai Normal University).

## Carrera
Es miembro de la agencia Siba Cultural Media.

### Televisión
En junio de 2018 se unió al elenco recurrente de la serie Legend of Yun Xi donde interpretó a la Princesa Chu Qingge del Qiu Occidental, quien más tarde se convierte en la Consorte Real Qing, luego de casarse con el Emperador de Tian Ning (Hu Bing) para buscar venganza por su país caído.
El 12 de mayo del 2020 se unió como concursante del programa Youth With You 2 donde quedó en el tercer puesto, ganándose un lugar en el grupo "THE9".
En octubre del 2020 se unió al elenco principal de la serie The Blooms at Ruyi Pavilion donde dio vida a Fu Xuan, la primera hija de la familia Fu, una joven madura y amable que termina enamorándose de Wu Baiqi (Wang Youshuo), hasta el final de la serie el 3 de diciembre del mismo año.
En enero de 2021 se anunció que se había unido al elenco principal de la serie The Flowers Are Blooming donde interpretará a Chen Langyue.

### Música
El 14 de octubre del 2012 durante una conferencia de prensa se anunció que Jiaqi era una de las miembros de la primera generación del grupo SNH48 y el 17 de abril del 2013 fue promovida al grupo "SNH48 Team SII", de donde se graduó oficialmente el 8 de octubre del 2020.
El 31 de octubre del 2015 se convirtió en parte de la subunidad "Style-7" de SNH48.
Desde el 19 de marzo del 2017 forma parte del grupo "7Senses", la primera subunidad y primera unidad global del grupo chino SNH48, junto a Zhao Yue (Akira), Kong Xiaoyin (Bee), Dai Meng (Diamond), Xu-Yang Yuzhuo (Eliwa), Chen Lin (Lynn) y Zhang Yuge (Tako). En el grupo promocionada bajo el nombre de Kiki. El 8 de octubre del 2020 renovó su contrato como integrante del grupo.
Desde el 2020 forma parte del grupo "THE9", junto a Liu Yuxin, Yu Shuxin, Yu Yan, Xie Keyin, An Qi, Zhao Xiaotang, Kong Xue'er y Lu Keran. Dentro del grupo es vocalista, rapera y bailarín principal.

## Filmografía

### Series de televisión
| Año             | Título                      | Personaje           | Notas        |
| --------------- | --------------------------- | ------------------- | ------------ |
| 2021 - presente | The Flowers Are Blooming    | Chen Langyue        |              |
| 2020            | The Blooms at Ruyi Pavilion | Fu Xuan             | 40 episodios |
| 2020            | Parallel Lost               | Liang Xue           | 18 episodios |
| 2018            | Legend of Yun Xi            | Princesa Chu Qingge |              |
| 2017            | Stairway to Stardom         | Song Jiani          | (cameo)      |

### Películas
| Año  | Título                      | Personaje           | Notas   |
| ---- | --------------------------- | ------------------- | ------- |
| 2019 | Comic Girls Squad           | -                   |         |
| 2017 | Catman                      | Vivian              |         |
| 2016 | I Shall Seal the Heavens    | Meng Hao (孟浩)     |         |
| 2015 | Love, At First (爱之初体验) | Xu Jiaqi            | (cameo) |
| 2015 | Mo Tian Jie (魔天劫)        | Ye Tianmei (叶天眉) | (corto) |
| 2013 | 梦想预备生之半熟少女        | Xu Jiaqi            |         |

### Programas de variedades
| Año  | Título                                          | Notas                                                                               |
| ---- | ----------------------------------------------- | ----------------------------------------------------------------------------------- |
| 2020 | XJR Sports Carnival (小巨人运动会)              | miembro                                                                             |
| 2020 | Let's Party VIP (非日常派对 VIP)                | miembro                                                                             |
| 2020 | Let's Party (非日常派对)                        | miembro                                                                             |
| 2020 | Little Forest (Wonderful Little Forest)         | (ep. #8-10) - invitada - junto a Xie Keyin                                          |
| 2020 | Go Fighting! Season 6                           | (ep. #12) - invitada                                                                |
| 2020 | Who's the Drama Queen? (青春加点戏)             | (ep. #3, 6)                                                                         |
| 2020 | Happy Camp                                      | invitada - junto a Cai Xukun, Jony J, Shangguan Xiai, An Qi, Kong Xueer y Wang Qing |
| 2020 | Youth With You VIP                              |                                                                                     |
| 2020 | Youth With You 2                                | concursante                                                                         |
| 2019 | Super Nova Games: Season 2 (超新星全运会第二届) |                                                                                     |
| 2016 | Heroes of Remix (盖世英雄)                      |                                                                                     |
| 2015 | Running Mei (进击的女生)                        | (ep. #3-5) - miembro                                                                |
| 2014 | SNHello Xing Meng Xueyuan                       |                                                                                     |
| 2013 | MengXiang YuBei Sheng                           | (documental)                                                                        |

### Endosos
| Año  | Título         | Notas |
| ---- | -------------- | ----- |
| 2020 | 花果轻乳       |       |
| 2019 | Mamonde        |       |
| 2019 | Shu Uemura     |       |
| 2018 | Mclon          |       |
| 2018 | Skechers China |       |
| 2016 | Tuhu           |       |
| 2016 | Kiss Me        |       |

### Revistas / sesiones fotográficas
| Año              | Título                      | Notas        |
| ---------------- | --------------------------- | ------------ |
| 2020             | Nylon Magazine              | junto a THE9 |
| 2020             | 精品购物指南                |              |
| 2020             | 周末画报                    |              |
| 2020             | 北京青年                    |              |
| 2020             | YOHO! (潮流志)              |              |
| 2020             | Men's Health (时尚健康先生) |              |
| 2016, 2020       | Harper's BAZAAR (时尚芭莎)  |              |
| 2019             | Chic (小资)                 |              |
| 2016, 2017, 2018 | Mina (米娜)                 |              |
| 2017             | Marie Clarie                |              |
| 2016             | 米娜 X3ZU                   |              |
| 2016             | 卡娜                        |              |
| 2015             | 男人装                      |              |
| 2014, 2015       | EASY (音乐世界)             |              |
| 2014             | 型男志                      |              |
| 2013             | 桌游志                      |              |

## Discografía

### Sencillos
| Año  | Intérpretes                                                               | Título                              | Álbum                                | Notas |
| ---- | ------------------------------------------------------------------------- | ----------------------------------- | ------------------------------------ | ----- |
| 2020 | Xu Jiaqi y THE9                                                           | "意浓"                              | OST de "The Blooms at Ruyi Pavilion" |       |
| 2020 | Xu Jiaqi                                                                  | "Fox"                               | -                                    |       |
| 2020 | Xu Jiaqi                                                                  | "Stand By Me"                       | -                                    |       |
| 2020 | Xu Jiaqi, Liu Xiang, Tian Liang, Chen Linong, Silence Wang y Yumiko Cheng | "闪电起航"                          | OST de "XJR Sports Carnival"         |       |
| 2019 | Xu Jiaqi y Wu Zhehan                                                      | "Spy"                               | "Our Journey"                        |       |
| 2015 | Xu Jiaqi, Ju Jingyi y Zhao Jiamin                                         | "Fate Ends in the World" (缘尽世间) | OST de "Mo Tian Jie"                 |       |

### SNH48

#### EPs
| Año  | N.º | Título                  | Notas                                       |
| ---- | --- | ----------------------- | ------------------------------------------- |
| 2013 | 1   | Heavy Rotation          | (canción debut con SNH48 Team SII)          |
| 2013 | 2   | Flying Get              |                                             |
| 2013 | 3   | Fortune Cookie of Love  |                                             |
| 2014 | 4   | Heart Electric          |                                             |
| 2014 | 5   | UZA                     |                                             |
| 2015 | 6   | Give Me Five!           |                                             |
| 2015 | 7   | After Rain              |                                             |
| 2015 | 8   | Manatsu no Sounds Good! |                                             |
| 2015 | 9   | Halloween Night         |                                             |
| 2015 | 10  | New Year's Bell         |                                             |
| 2016 | 11  | Engine of Youth         |                                             |
| 2016 | 12  | Dream Land              |                                             |
| 2016 | 13  | Princess's Cloak        |                                             |
| 2016 | 14  | Happy Wonder World      |                                             |
| 2017 | 15  | Each Other's Future     |                                             |
| 2017 | 16  | Summer Pirates          |                                             |
| 2017 | 17  | Dawn in Naples          |                                             |
| 2017 | 18  | Sweet Festival          | (cantó en "Area 48" como parte de Team SII) |
| 2018 | 20  | Forest Theorem          |                                             |
| 2018 | 21  | Endless Story           |                                             |
| 2019 | 23  | Our Journey             |                                             |
| 2019 | 25  | Poetry About Time       |                                             |
| 2019 | 26  | Wings                   |                                             |

#### Álbumes
| Año  | Título            | Notas |
| ---- | ----------------- | ----- |
| 2014 | Mae Shika Mukanee |       |

#### Unidades

##### Interpretaciones con unidades de SNH48
| Evento                                                | Canción Interpretada                 | Notas                                                        |
| ----------------------------------------------------- | ------------------------------------ | ------------------------------------------------------------ |
| Team SII 1st Stage "Saishuu Bell ga Naru"             | Return Match (再爱一回)              | junto a Qian Beiting, Xu Chenchen y Li Yuqi                  |
| Team SII 1st Stage "Saishuu Bell ga Naru"             | Gomen ne Jewel (对不起我的宝贝)      | junto a Dai Meng, Wu Zhehan y Mo Han                         |
| Team SII 2nd Stage "Nagai Hikari"                     | Heart Gata Virus (心型病毒)          | junto a Kong Xiaoyin y Xu Chenchen                           |
| Team SII 3rd Stage "Pajama Drive"                     | Pajama Drive (不眠之夜)              | junto a Li Yuqi y Mo Han                                     |
| Team SII 4th Stage "RESET"                            | Kokoro no Hashi no Sofa (心端的沙发) | junto a Wu Zhehan y Sun Rui                                  |
| Team SII 5th Stage "Yume wo Shinaseru Wake ni Ikanai" | Tonari no Banana (青涩的香蕉)        | junto a Zhang Yuge                                           |
| Team SII 6th Stage "Journey of the Heart"             | Horizon (地平线)                     | junto a Wu Zhehan, Qian Beiting, Shen Zhiling y Kong Xiaoyin |
| Team SII 7th Stage "District 48"                      | Love Is Not Central (爱未央)         | junto a Dai Meng                                             |
| Team SII 7.5th Stage "Beautiful District 48"          | Angel's Trap (天使的圈套)            | junto a Sun Rui                                              |
| Team SII 8th Stage "Plan Salvation"                   | 噩夢輪迴                             |                                                              |

##### Conciertos en unidades
| Fecha                   | Evento                                           | Canción(es) Interpretada(s)                                                   | Notas                                                                                    |
| ----------------------- | ------------------------------------------------ | ----------------------------------------------------------------------------- | ---------------------------------------------------------------------------------------- |
| 21 de diciembre de 2019 | Request Hour Setlist Best 50 (6ta. Edición)      | 美杜莎的温柔                                                                  | junto a Wu Zhehan                                                                        |
| 21 de diciembre de 2019 | Request Hour Setlist Best 50 (6ta. Edición)      | +-                                                                            | junto a Wu Zhehan                                                                        |
| 21 de diciembre de 2019 | Request Hour Setlist Best 50 (6ta. Edición)      | 废墟纪元                                                                      |                                                                                          |
| 27 de julio de 2019     | 6th General Election Concert                     | Pink Sniper                                                                   | junto a Lin Siyi y Xie Leilei                                                            |
| 19 de enero de 2019     | Request Hour Setlist Best 50 (5ta. Edición)      | Spy                                                                           | junto a Wu Zhehan                                                                        |
| 19 de enero de 2019     | Request Hour Setlist Best 50 (5ta. Edición)      | Don't Touch                                                                   |                                                                                          |
| 28 de julio de 2018     | 5th General Election Concert                     | 夜行的黑猫                                                                    | junto a Lu Ting y Kong Xiaoyin                                                           |
| 3 de febrero de 2018    | Request Hour Setlist Best 50 (3ra. Edición)      | Night Butterfly (夜蝶)                                                        | junto a Wu Zhehan                                                                        |
| 29 de julio de 2017     | 4th General Election Concert                     | Monster                                                                       | junto a Zhang Yuge, Liu Jiongran, Wan Lina y Zhang Dansan                                |
| 7 de enero de 2017      | Request Hour Setlist Best 50 (3ra. Edición)      | Enjou Rousen (燃烧的道路) Kiseki wa Ma ni Awanai (错过奇迹)                   | junto a Liu Jiongran y Qing Yuwen                                                        |
| 30 de julio de 2016     | 3rd General Election Concert                     | -                                                                             |                                                                                          |
| 26 de diciembre de 2015 | Request Hour Setlist Best 30 2015 (2da. Edición) | Junjou Shugi (纯情主义)                                                       | junto a Yuan Yuzhen y Xu Han                                                             |
| 25 de julio de 2015     | 2nd General Election Concert                     | Dakishimeraretara (如果你拥抱我)                                              |                                                                                          |
| 31 de enero de 2015     | Request Hour Setlist Best 30 2015                | Heart Gata Virus (心型病毒) Pajama Drive (不眠之夜) Our Destiny in This World | junto a Wen Jingjie y Xu Zixuan junto a Mo Han y Li Yuqi junto a Zhao Jiamin y Ju Jingyi |
| 26 de julio de 2014     | SNH48 Sousenkyo Concert in Shanghai              | Dakishimeraretara (如果你拥抱我)                                              | junto a Dai Meng y Kong Xiaoyin                                                          |
| 18 de enero de 2014     | Red and White Concert                            | Arashi no Yoru ni wa (暴风雨之夜)                                             | junto a Chen Si, Dai Meng y Wen Jingjie - (participante)                                 |
| 16 de noviembre de 2013 | Guangzhou Concert                                | Return Match (再爱一回)                                                       | junto a Li Yuqi, Mo Han y Chen Guanhui                                                   |
| 25 de mayo de 2013      | Blooming For You Concert                         | -                                                                             | (participante)                                                                           |